# Leverage (Fernsehserie)/Episodenliste

Logo zur Serie

Diese Episodenliste enthält alle Episoden der US-amerikanischen Dramaserie Leverage, sortiert nach der US-amerikanischen Erstausstrahlung. Zwischen 2008 und 2012 entstanden in fünf Staffeln 77 Episoden mit einer Länge von jeweils etwa 42 Minuten.

## Übersicht
| Staffel | Episodenanzahl | Erstausstrahlung USA | Erstausstrahlung USA | Deutschsprachige Erstausstrahlung | Deutschsprachige Erstausstrahlung |
| Staffel | Episodenanzahl | Staffelpremiere      | Staffelfinale        | Staffelpremiere                   | Staffelfinale                     |
| ------- | -------------- | -------------------- | -------------------- | --------------------------------- | --------------------------------- |
| 1       | 13             | 7. Dezember 2008     | 24. Februar 2009     | 9. August 2010                    | 1. November 2010                  |
| 2       | 15             | 15. Juli 2009        | 17. Februar 2010     | 7. November 2011                  | 6. Februar 2012                   |
| 3       | 16             | 20. Juni 2010        | 19. Dezember 2010    | 13. Februar 2012                  | 21. Mai 2012                      |
| 4       | 18             | 26. Juni 2011        | 15. Januar 2012      | 10. September 2012                | 11. Februar 2013                  |
| 5       | 15             | 15. Juli 2012        | 25. Dezember 2012    | 27. Juni 2014                     | 9. August 2014                    |

## Staffel 1
Die Erstausstrahlung der ersten Staffel war vom 7. Dezember 2008 bis zum 24. Februar 2009 auf dem US-amerikanischen Kabelsender TNT zu sehen. Die deutschsprachige Erstausstrahlung sendete der deutsche Pay-TV-Sender RTL Crime vom 9. August bis zum 1. November 2010.
| Nr. (ges.) | Nr. (St.) | Deutscher Titel         | Originaltitel        | Erstausstrahlung USA | Deutschsprachige Erstausstrahlung (D) | Regie           | Drehbuch                       |
| --- | --------- | ----------------------- | -------------------- | -------------------- | ------------------------------------- | --------------- | ------------------------------ |
| 1 | 1         | Ein Team für alle Fälle | The Nigerian Job     | 7. Dez. 2008         | 9. Aug. 2010                          | Dean Devlin     | John Rogers & Chris Downey     |
| Das Leben des verzweifelten Ex-Versicherungsagenten Nathan Ford ändert sich radikal, als er in einer Bar von einem Fremden angesprochen und um Hilfe gebeten wird. Es handelt sich um den Chef eines Luft- und Raumfahrtkonzerns, Victor Dubenich, der um für ihn äußerst wichtige Konstruktionspläne bestohlen wurde. Dubenich bietet Nate einen lukrativen Job an: Gegen ein Honorar von 600.000 Dollar soll er die Pläne wiederbeschaffen. Bei dieser Aktion soll Nathan ein Team versierter Profis zur Seite stehen, die jedoch bisher alle nur im Alleingang „gearbeitet“ hatten. Trotz anfänglicher Skepsis und Gewissensbissen seitens Nathan gelingt es dem unkonventionellen Quartett tatsächlich, an die Baupläne zu gelangen. Doch anschließend muss Nates Team feststellen, dass Dubenich sie betrogen hat und nun ans Messer liefern will. Dubenich soll nicht ungestraft davonkommen. Um es ihm heimzuzahlen, wendet Nate sich an eine alte Bekannte: Sophie Devereaux. Auf der Bühne ist sie die schlechteste Schauspielerin, die die Welt je gesehen hat - doch wenn sie das illegale Parkett krimineller Machenschaften betritt, läuft sie zu ungeahnter Höchstform auf… |           |                         |                      |                      |                                       |                 |                                |
| 2 | 2         | Unter Beschuss          | The Homecoming Job   | 9. Dez. 2008         | 16. Aug. 2010                         | Dean Devlin     | John Rogers                    |
| Der bis vor Kurzem im Irak stationierte US-Soldat Robert Perry wendet sich Hilfe suchend an Nate und sein 'Leverage'-Team. Er und seine Einheit gerieten plötzlich unter heftigen Beschuss, doch bei den Angreifern handelte es sich vermutlich um Angehörige der privaten amerikanischen Sicherheitsfirma Castleman, und nicht um feindliche Soldaten. Zurück in der Heimat muss Perry erfahren, dass ihm die Regierung die finanziellen Mittel für eine dringend notwendige Therapie verweigert - da nicht nachweisbar ist, wer auf ihn geschossen hat. Nathan und sein Team, die sich mittlerweile ein Büro eingerichtet haben, nehmen undercover an einer von Castleman organisierten Benefizveranstaltung teil, um Näheres über die Wachschutzfirma herauszufinden. Parker und Alec hacken sich im Büro von Charles Dufort in dessen Computer ein und knacken den Safe, während Sophie den Chef der Firma ablenkt. Dufort scheint der korrupte und gewissenlose Initiator eines Komplotts zu sein, in das auch der hochrangige Kongressabgeordnete Jenkins verwickelt ist… |           |                         |                      |                      |                                       |                 |                                |
| 3 | 3         | Hoch gepokert           | The Two-Horse Job    | 16. Dez. 2008        | 23. Aug. 2010                         | Craig R. Baxley | Melissa Glenn & Jessica Rieder |
| Willie Martin, Besitzer einer Pferdefarm in Kentucky, braucht die Hilfe des Leverage-Teams. Vor Kurzem war der Wallstreet-Spekulant Alan Foss auf den passionierter Pferdetrainer zugekommen und hatte ihm eine Beteiligung an der Farm vorgeschlagen. Als die Pferde dann jedoch nicht den erhofften Profit abwarfen, zündete Foss den Pferdestall an, um die Versicherungssumme zu kassieren. Bei dem Brand kamen neun von Martins geliebten Tieren ums Leben. Das Leverage-Team nimmt sich der Sache an, was nebenbei zu emotionalen Verwicklungen führt, da Willies Tochter Aimee Eliots alte Jugendliebe ist. Auch der Job erweist sich als komplizierter als erwartet. Nathans Nachfolger bei dem großen Versicherungskonzern, für den Nathan früher arbeitete, will Martin für den Brand verantwortlich machen. Dadurch stehen nun auch dessen guter Ruf und damit seine gesamte Existenz auf dem Spiel… |           |                         |                      |                      |                                       |                 |                                |
| 4 | 4         | Tränen lügen nicht      | The Miracle Job      | 23. Dez. 2008        | 30. Aug. 2010                         | Arvin Brown     | Christine Boylan               |
| Nate möchte seinem Studienfreund Paul helfen, seine kleine katholische Gemeinde St. Niclas vor dem Immobilienhai Andrew Grant zu retten. Mit Paul hatte Nate einst das Priesterseminar besucht und auch mit diesem Kirchengebäude verbindet er besondere Erinnerungen, wie die Taufe seines verstorbenen Sohnes. Doch schnell wird klar: Grant etwas nachzuweisen wird schwer, denn er hat Pauls Kirche auf legale Weise erworben. Es scheint unmöglich, die Kapelle vor dem Abriss zu bewahren. Doch da kommt Nate eine Idee. Die einzige Rettung für die Kirche wäre ein Wunder - ein Wunder, dem das Leverage-Team ein wenig auf die Sprünge hilft… |           |                         |                      |                      |                                       |                 |                                |
| 5 | 5         | Bankenkrise             | The Bank Shot Job    | 30. Dez. 2008        | 6. Sep. 2010                          | Dean Devlin     | Amy Berg                       |
| Während das Leverage-Team an einem Auftrag arbeitet, geraten Sophie und Nate in einen Banküberfall und werden zusammen mit anderen Bankkunden als Geiseln genommen. Auch das Ziel des Leverage-Teams, ein korrupter Richter, gehört zu den Geiseln. Es stellt sich heraus, dass die Bankräuber sich selbst in einer Notlage befinden und aus Verzweiflung beschlossen haben, die Bank zu überfallen. Das Team steht nun also vor der Herausforderung, Sophie und Nate zu befreien, den ursprünglichen Auftrag zu Ende zu führen und die Bankräuber dabei unangetastet zu lassen. |           |                         |                      |                      |                                       |                 |                                |
| 6 | 6         | Auslandseinsatz         | The Stork Job        | 6. Jan. 2009         | 13. Sep. 2010                         | Marc Roskin     | Albert Kim                     |
| 7 | 7         | Im Netz der Mafia       | The Wedding Job      | 13. Jan. 2009        | 20. Sep. 2010                         | Jonathan Frakes | Chris Downey                   |
| 8 | 8         | Über den Wolken         | The Mile High Job    | 20. Jan. 2009        | 27. Sep. 2010                         | Rob Minkoff     | Amy Berg                       |
| 9 | 9         | Schneegestöber          | The Snow Job         | 27. Jan. 2009        | 4. Okt. 2010                          | Tony Bill       | Albert Kim                     |
| 10 | 10        | Gruppentherapie         | The 12-Step Job      | 3. Feb. 2009         | 11. Okt. 2010                         | Rod Hardy       | Amy Berg & Chris Downey        |
| 11 | 11        | Die Geschworene         | The Juror #6 Job     | 10. Feb. 2009        | 18. Okt. 2010                         | Jonathan Frakes | Rebecca Kirsch                 |
| 12 | 12        | Kunststück, Teil 1      | The First David Job  | 17. Feb. 2009        | 25. Okt. 2010                         | Dean Devlin     | John Rogers                    |
| 13 | 13        | Kunststück, Teil 2      | The Second David Job | 24. Feb. 2009        | 1. Nov. 2010                          | Dean Devlin     | Chris Downey & John Rogers     |

## Staffel 2
Die Erstausstrahlung der zweiten Staffel war vom 15. Juli 2009 bis zum 17. Februar 2010 auf dem US-amerikanischen Kabelsender TNT zu sehen. Die deutschsprachige Erstausstrahlung war vom 7. November 2011 bis zum 6. Februar 2012 auf dem Free-TV-Sender VOX zu sehen.
| Nr. (ges.) | Nr. (St.) | Deutscher Titel | Originaltitel                    | Erstausstrahlung USA | Deutschsprachige Erstausstrahlung (D) | Regie            | Drehbuch                          |
| ---------- | --------- | --------------- | -------------------------------- | -------------------- | ------------------------------------- | ---------------- | --------------------------------- |
| 14         | 1         | Ausgebremst     | The Beantown Bailout Job         | 15. Juli 2009        | 7. Nov. 2011                          | Dean Devlin      | John Rogers                       |
| 15         | 2         | Ring Frei       | The Tap Out Job                  | 22. Juli 2009        | 14. Nov. 2011                         | Marc Roskin      | Albert Kim                        |
| 16         | 3         | Quarantäne      | The Order 23 Job                 | 29. Juli 2009        | 21. Nov. 2011                         | Rod Hardy        | Chris Downey                      |
| 17         | 4         | Hausarrest      | The Fairy Godparents Job         | 5. Aug. 2009         | 28. Nov. 2011                         | Jonathan Frakes  | Amy Berg                          |
| 18         | 5         | Rufmord         | The Three Days of the Hunter Job | 12. Aug. 2009        | 5. Dez. 2011                          | Marc Roskin      | Melissa Glenn & Jessica Rieder    |
| 19         | 6         | Verseucht       | The Top Hat Job                  | 19. Aug. 2009        | 12. Dez. 2011                         | Peter O’Fallon   | M. Scott Veach & Christine Boylan |
| 20         | 7         | Scheintot       | The Two Live Crew Job            | 26. Aug. 2009        | 19. Dez. 2011                         | Dean Devlin      | Amy Berg & John Rogers            |
| 21         | 8         | Diamantenfieber | The Ice Man Job                  | 2. Sep. 2009         | 9. Jan. 2012                          | Jeremiah Chechik | Christine Boylan                  |
| 22         | 9         | Erbschleicher   | The Lost Heir Job                | 9. Sep. 2009         | 16. Jan. 2012                         | Peter Winther    | Chris Downey                      |
| 23         | 10        | Modepiraten     | The Runway Job                   | 13. Jan. 2010        | 23. Jan. 2012                         | Mark Roskin      | Albert Kim                        |
| 24         | 11        | Schuldschein    | The Bottle Job                   | 20. Jan. 2010        | 23. Jan. 2012                         | Jonathan Frakes  | Christine Boylan                  |
| 25         | 12        | Eierdiebe       | The Zanzibar Marketplace Job     | 27. Jan. 2010        | 30. Jan. 2012                         | Jeremiah Chechik | Melissa Glenn & Jessica Rieder    |
| 26         | 13        | Scharlatan      | The Future Job                   | 3. Feb. 2010         | 30. Jan. 2012                         | Mark Roskin      | Amy Berg & Chris Downey           |
| 27         | 14        | Schlagabtausch  | The Three Strikes Job            | 10. Feb. 2010        | 6. Feb. 2012                          | Dean Devlin      | John Rogers                       |
| 28         | 15        | Höhle des Löwen | The Maltese Falcon Job           | 17. Feb. 2010        | 6. Feb. 2012                          | Dean Devlin      | John Rogers                       |

## Staffel 3
Die Erstausstrahlung der dritten Staffel war vom 20. Juni bis zum 19. Dezember 2010 auf dem US-amerikanischen Kabelsender TNT zu sehen. Die deutschsprachige Erstausstrahlung sendete der Free-TV-Sender VOX vom 13. Februar bis zum 21. Mai 2012.
| Nr. (ges.) | Nr. (St.) | Deutscher Titel     | Originaltitel            | Erstausstrahlung USA | Deutschsprachige Erstausstrahlung (D) | Regie             | Drehbuch                       |
| ---------- | --------- | ------------------- | ------------------------ | -------------------- | ------------------------------------- | ----------------- | ------------------------------ |
| 29         | 1         | Hinter Gittern      | The Jailhouse Job        | 20. Juni 2010        | 13. Feb. 2012                         | Dean Devlin       | John Rogers                    |
| 30         | 2         | Klassentreffen      | The Reunion Job          | 20. Juni 2010        | 13. Feb. 2012                         | Jonathan Frakes   | Michael Colton & John Aboud    |
| 31         | 3         | Solo für Parker     | The Inside Job           | 27. Juni 2010        | 20. Feb. 2012                         | John Rogers       | Geoffrey Thorne                |
| 32         | 4         | Vergeigt            | The Scheherazade Job     | 27. Juni 2010        | 27. Feb. 2012                         | Peter Winther     | Chris Downey                   |
| 33         | 5         | Pharma-Falle        | The Double Blind Job     | 11. Juli 2010        | 5. März 2012                          | Marc Roskin       | Melissa Glenn & Jessica Rieder |
| 34         | 6         | Fremde Federn       | The Studio Job           | 18. Juli 2010        | 12. März 2012                         | Jonathan Frakes   | M. Scott Veach                 |
| 35         | 7         | Finanzmanöver       | The Gone-Fishin’ Job     | 25. Juli 2010        | 19. März 2012                         | John Harrison     | Rebecca Kirsch                 |
| 36         | 8         | Vollgas             | The Boost Job            | 1. Aug. 2010         | 26. März 2012                         | Marc Roskin       | Albert Kim                     |
| 37         | 9         | Im Namen des Vaters | The Three-Card Monte Job | 8. Aug. 2010         | 2. Apr. 2012                          | Dean Devlin       | Christine Boylan               |
| 38         | 10        | Unter Tage          | The Underground Job      | 15. Aug. 2010        | 16. Apr. 2012                         | Marc Roskin       | Melissa Glenn & Jessica Rieder |
| 39         | 11        | Nachts im Museum    | The Rashomon Job         | 22. Aug. 2010        | 23. Apr. 2012                         | Arvin Brown       | John Rogers                    |
| 40         | 12        | Adel verpflichtet   | The King George Job      | 29. Aug. 2010        | 30. Apr. 2012                         | Millicent Shelton | Christine Boylan               |
| 41         | 13        | Böses Erwachen      | The Morning After Job    | 5. Sep. 2010         | 7. Mai 2012                           | Jonathan Frakes   | Chris Downey                   |
| 42         | 14        | Schöne Bescherung   | The Ho, Ho, Ho Job       | 12. Dez. 2010        | 14. Mai 2012                          | Marc Roskin       | Michael Colton & John Aboud    |
| 43         | 15        | Bombenalarm         | The Big Bang Job         | 19. Dez. 2010        | 21. Mai 2012                          | Marc Roskin       | Chris Downey & Geoffrey Thorne |
| 44         | 16        | Der Kandidat        | The San Lorenzo Job      | 19. Dez. 2010        | 21. Mai 2012                          | Marc Roskin       | John Rogers & M. Scott Veach   |

## Staffel 4
Die Erstausstrahlung der vierten Staffel war vom 26. Juni 2011 bis zum 15. Januar 2012 auf dem US-amerikanischen Kabelsender TNT zu sehen. Die deutschsprachige Ausstrahlung sendete der deutsche Free-TV-Sender VOX vom 10. September 2012 bis zum 11. Februar 2013.
| Nr. (ges.) | Nr. (St.) | Deutscher Titel      | Originaltitel            | Erstausstrahlung USA | Deutschsprachige Erstausstrahlung (D) | Regie           | Drehbuch                                                       |
| ---------- | --------- | -------------------- | ------------------------ | -------------------- | ------------------------------------- | --------------- | -------------------------------------------------------------- |
| 45         | 1         | Gipfelstürmer        | The Long Way Down Job    | 26. Juni 2011        | 10. Sep. 2012                         | Dean Devlin     | Joe Hortua & John Rogers                                       |
| 46         | 2         | Mord ist sein Hobby  | The 10 Li’l Grifters Job | 3. Juli 2011         | 17. Sep. 2012                         | Arvin Brown     | Geoffrey Thorne                                                |
| 47         | 3         | Schweigegeld         | The 15 Minutes Job       | 10. Juli 2011        | 24. Sep. 2012                         | Marc Roskin     | Josh Schaer                                                    |
| 48         | 4         | Kunstraub            | The Van Gogh Job         | 17. Juli 2011        | 1. Okt. 2012                          | John Rogers     | Chris Downey                                                   |
| 49         | 5         | Heiße Kartoffeln     | The Hot Potato Job       | 24. Juli 2011        | 8. Okt. 2012                          | John Harrison   | Jenn Kao                                                       |
| 50         | 6         | Spieglein, Spieglein | The Carnival Job         | 31. Juli 2011        | 15. Okt. 2012                         | Frank Oz        | M. Scott Veach & Paul Guyot                                    |
| 51         | 7         | Lebendig begraben    | The Grave Danger Job     | 14. Aug. 2011        | 22. Okt. 2012                         | John Harrison   | Rebecca Kirsch                                                 |
| 52         | 8         | Die Schoko-Falle     | The Boiler Room Job      | 14. Aug. 2011        | 29. Okt. 2012                         | Arvin Brown     | Paul Guyot                                                     |
| 53         | 9         | Kaltes Herz          | The Cross My Heart Job   | 21. Aug. 2011        | 5. Nov. 2012                          | P. J. Pesce     | Handlung: Ben Fast & Scott Wolman Schauspiel: Jeremy Bernstein |
| 54         | 10        | Schachmatt           | The Queen’s Gambit Job   | 28. Aug. 2011        | 12. Nov. 2012                         | Jonathan Frakes | M. Scott Veach & Rebecca Kirsch                                |
| 55         | 11        | Das Experiment       | The Experimental Job     | 27. Nov. 2011        | 19. Nov. 2012                         | Marc Roskin     | M. Scott Veach                                                 |
| 56         | 12        | Unter Beobachtung    | The Office Job           | 4. Dez. 2011         | 26. Nov. 2012                         | Jonathan Frakes | Jeremy Bernstein & Josh Schaer                                 |
| 57         | 13        | Blind Date           | The Girl’s Night Out Job | 11. Dez. 2011        | 3. Dez. 2012                          | Marc Roskin     | Chris Downey & Jenn Kao                                        |
| 58         | 14        | Heilige Maria!       | The Boy’s Night Out Job  | 18. Dez. 2011        | 10. Dez. 2012                         | John Rogers     | John Rogers                                                    |
| 59         | 15        | Der Ehe-Ring         | The Lonely Hearts Job    | 25. Dez. 2011        | 21. Jan. 2013                         | Jonathan Frakes | Kerry Glover                                                   |
| 60         | 16        | Schatzsuche          | The Gold Job             | 1. Jan. 2012         | 28. Jan. 2013                         | Marc Roskin     | Joe Hortua                                                     |
| 61         | 17        | Umzingelt            | The Radio Job            | 8. Jan. 2012         | 4. Feb. 2013                          | Dean Devlin     | Chris Downey & Paul Guyot                                      |
| 62         | 18        | Gemeinsame Sache     | The Last Dam Job         | 15. Jan. 2012        | 11. Feb. 2013                         | Dean Devlin     | John Rogers                                                    |

## Staffel 5
Die Erstausstrahlung der fünften Staffel war vom 15. Juli bis zum 25. Dezember 2012 auf dem US-amerikanischen Kabelsender TNT zu sehen. Die deutschsprachige Erstausstrahlung sendete der deutsche Free-TV-Sender VOX vom 27. Juni bis zum 9. August 2014.
| Nr. (ges.) | Nr. (St.) | Deutscher Titel             | Originaltitel             | Erstausstrahlung USA | Deutschsprachige Erstausstrahlung (D) | Regie            | Drehbuch                           |
| ---------- | --------- | --------------------------- | ------------------------- | -------------------- | ------------------------------------- | ---------------- | ---------------------------------- |
| 63         | 1         | Bruchlandung                | The (Very) Big Bird Job   | 15. Juli 2012        | 27. Juni 2014                         | John Rogers      | John Rogers                        |
| 64         | 2         | Auf dünnem Eis              | The Blue Line Job         | 22. Juli 2012        | 27. Juni 2014                         | Marc Roskin      | M. Scott Veach & Paul Guyot        |
| 65         | 3         | Wir sind nicht allein       | The First Contact Job     | 5. Aug. 2012         | 4. Juli 2014                          | Jonathan Frakes  | Aaron Denius Garcia                |
| 66         | 4         | Trüffeljagd                 | The French Connection Job | 12. Aug. 2012        | 4. Juli 2014                          | Tawnia McKiernan | Paul Guyot                         |
| 67         | 5         | Sport ist Mord              | The Gimme a K Street Job  | 19. Aug. 2012        | 11. Juli 2014                         | Jonathan Frakes  | Jeremy Bernstein                   |
| 68         | 6         | Die wilden Siebziger        | The D.B. Cooper Job       | 26. Aug. 2012        | 11. Juli 2014                         | Marc Roskin      | Chris Downey                       |
| 69         | 7         | Die Oldtimer Show           | The Real Fake Car Job     | 2. Sep. 2012         | 18. Juli 2014                         | John Harrison    | Josh Schaer                        |
| 70         | 8         | Parker allein zu Haus       | The Broken Wing Job       | 9. Sep. 2012         | 18. Juli 2014                         | John Harrison    | M. Scott Veach & Rebecca Kirsch    |
| 71         | 9         | Der Anschlag                | The Rundown Job           | 16. Sep. 2012        | 25. Juli 2014                         | Dean Devlin      | Chris Downey & Josh Schaer         |
| 72         | 10        | Echt gefälscht              | The Frame-Up Job          | 16. Sep. 2012        | 25. Juli 2014                         | Marc Roskin      | Geoffrey Thorne & Jeremy Bernstein |
| 73         | 11        | Kaufrausch                  | The Low Low Price Job     | 27. Nov. 2012        | 1. Aug. 2014                          | Tawnia McKiernan | Rebecca Kirsch                     |
| 74         | 12        | Charlie und die Traumfabrik | The White Rabbit Job      | 4. Dez. 2012         | 1. Aug. 2014                          | PJ Pesce         | Geoffrey Thorne                    |
| 75         | 13        | Edler Tropfen               | The Corkscrew Job         | 11. Dez. 2012        | 8. Aug. 2014                          | Marc Roskin      | Jenn Kao                           |
| 76         | 14        | Kein Kinderspiel            | The Toy Job               | 18. Dez. 2012        | 8. Aug. 2014                          | Jonathan Frakes  | Joe Hortua                         |
| 77         | 15        | Das schwarze Buch           | The Long Good-bye Job     | 25. Dez. 2012        | 9. Aug. 2014                          | Dean Devlin      | John Rogers & Chris Downey         |